# Cédric Revol
Cédric Revol (ur. 22 lipca 1994) – francuski judoka. Uczestnik mistrzostw świata w 2017, 2022 i 2023. Startował w Pucharze Świata w latach 2016-2022. Brązowy medalista mistrzostw Europy w 2022 i 2024. Mistrz Francji w 2021 roku.